# ブリュッセル首都圏交通T3000形電車
T3000形は、ベルギーの首都であるブリュッセルで路面電車（ブリュッセル市電）を運営するブリュッセル首都圏交通が所有する5車体連接式電車（超低床電車）。ボンバルディア・トランスポーテーションが展開するフレキシティ・アウトルックを採用した車両である。この項目では、7車体連接式のT4000形についても解説する。

## 概要
路面電車利用客の急増への対応と、製造から30 - 50年以上が経過し老朽化が進行していたT7000形を始めとするPCCカーの置き換え用として導入された形式。2003年10月にボンバルディア・トランスポーテーションが受注を獲得した。その際に結ばれた契約には、導入後15年間の台車や機器のメンテナンスも含まれている。
編成はフローティング車体を含む連接式構造で、T3000形が5車体連接式、T4000形が7車体連接式となっており、全長43,220 mmのT4000形はブリュッセルの路面電車史上最も車体が長い車両である。車体のデザインはベルギーの"デザイン・フランダース"（Design Flanders）が手掛けており、金色や銀色、青銅色を用いた塗装を含めてアールヌーボーを意識したものに仕上がっている。
設計においては先代の超低床電車であるT2000形で課題となった騒音や振動の抑制を始めとした快適性の向上が念頭に置かれ、本革で作られた座席は車内面積のうち28％を占めている。また安全性においては車体に高い耐衝撃性を備えている他、車内には監視カメラも搭載されている。乗降扉は運転台側1箇所が片開きである以外は全て630 mm幅の両開き扉となっている。
台車は車輪径を小さくした車軸付きボギー台車を用い、車内は全て床上高さ350 mmの低床構造となっている。T3000形・T4000形の双方とも全台車のうち1台は付随台車で、残りの動力台車には三相誘導電動機（430 V、60 Hz）が2基ずつ設置され、IGBT素子を用いたVVVFインバータ制御装置によって制御される。

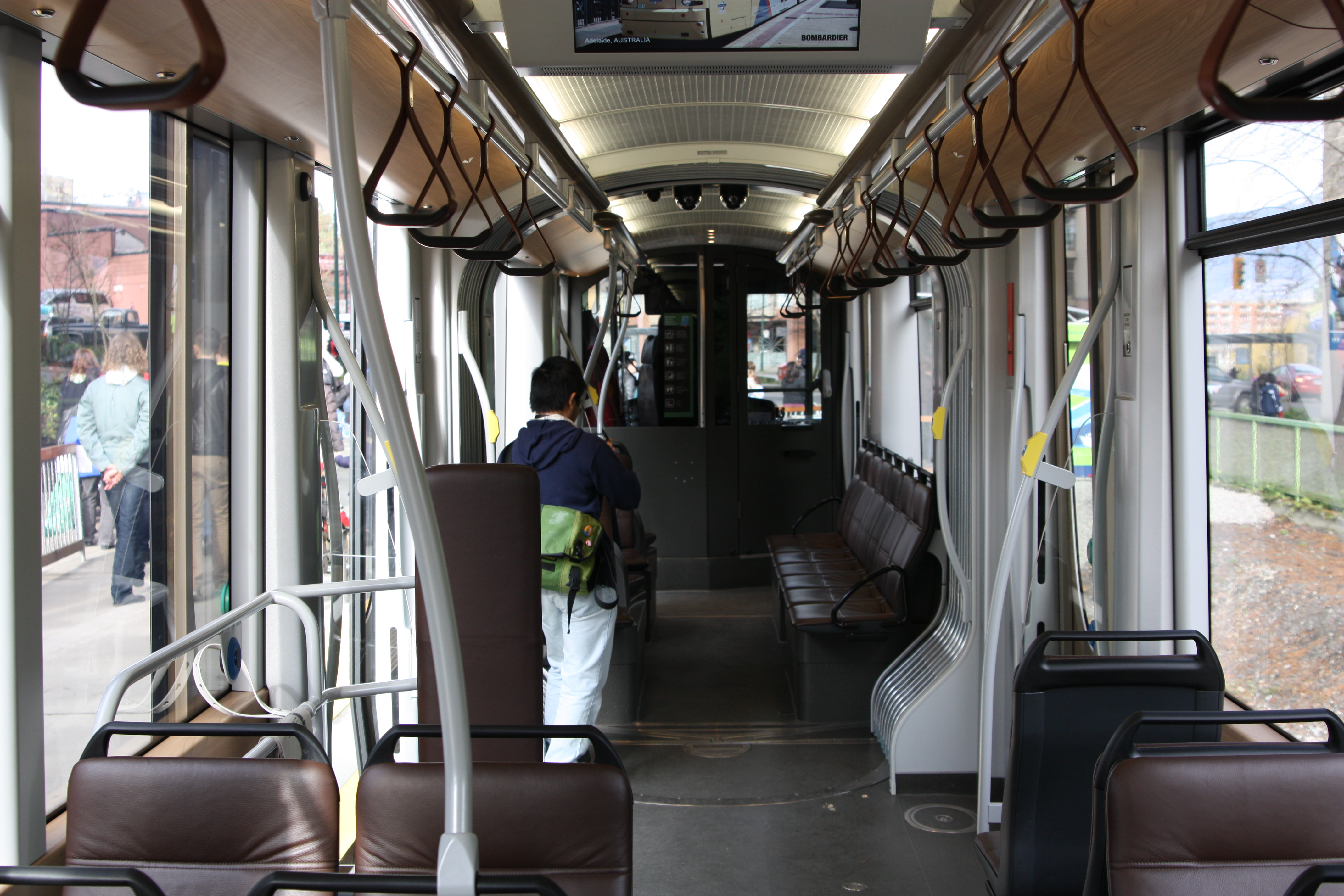
車内
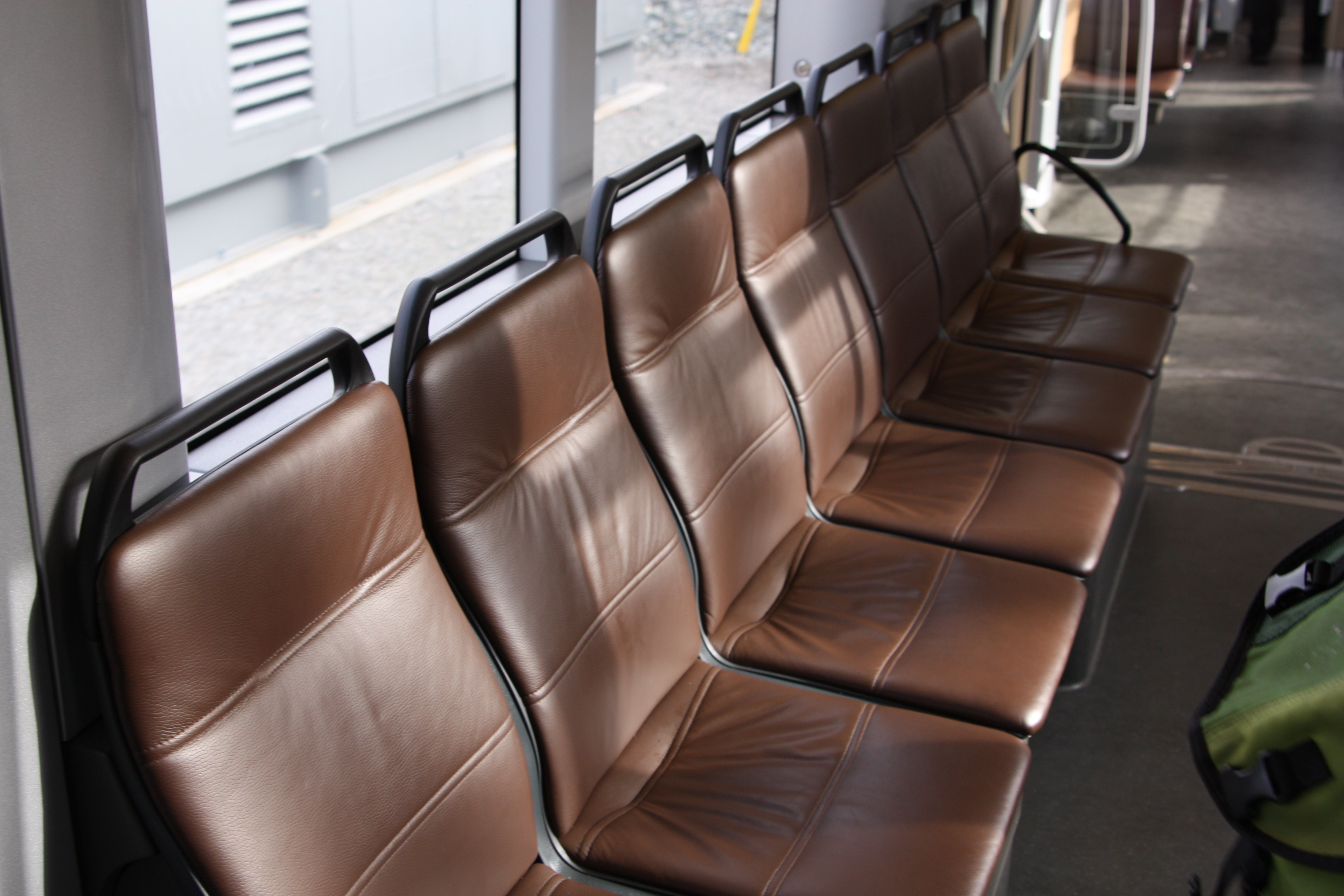
本革張りの座席
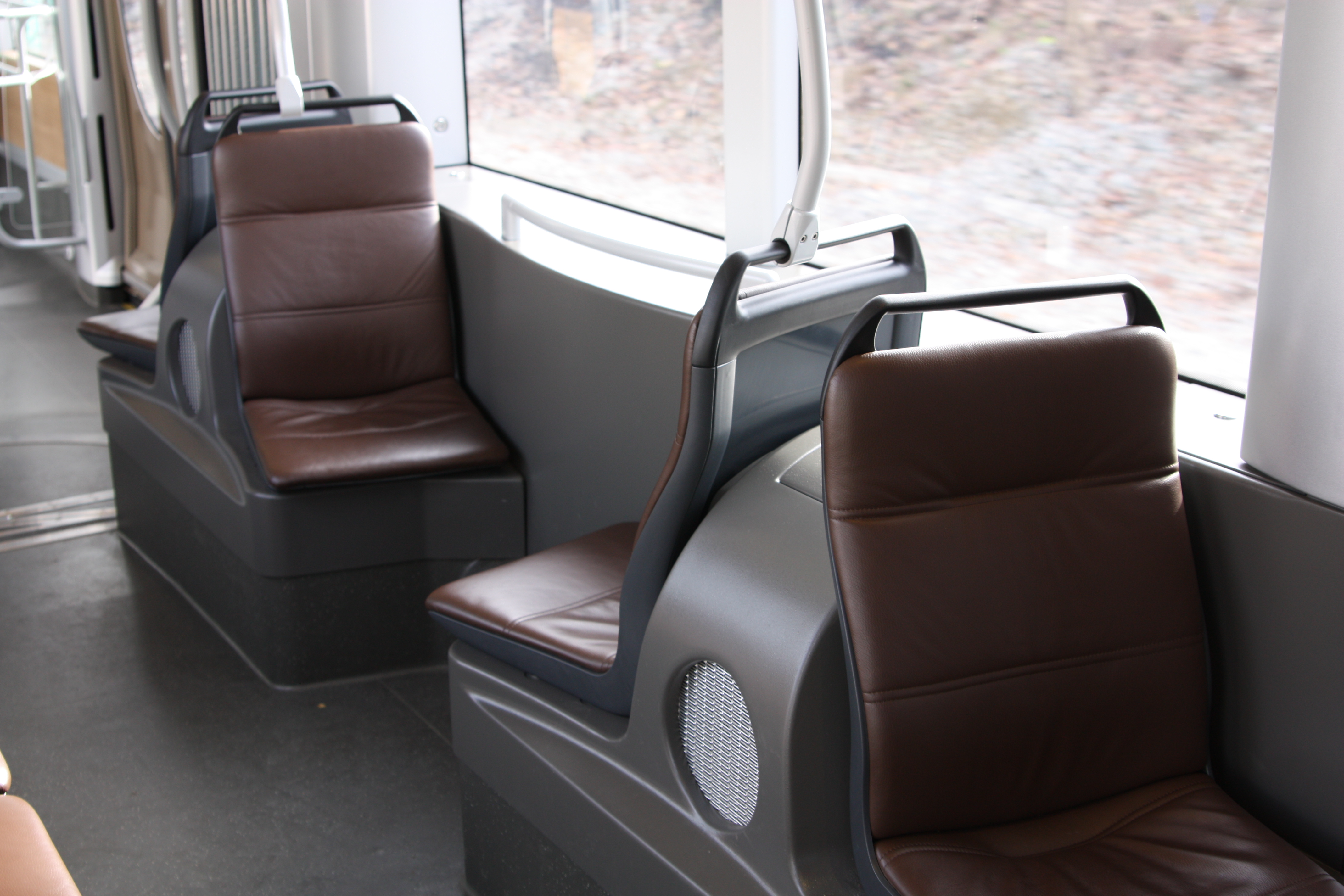
台車が搭載された中間車体の車内
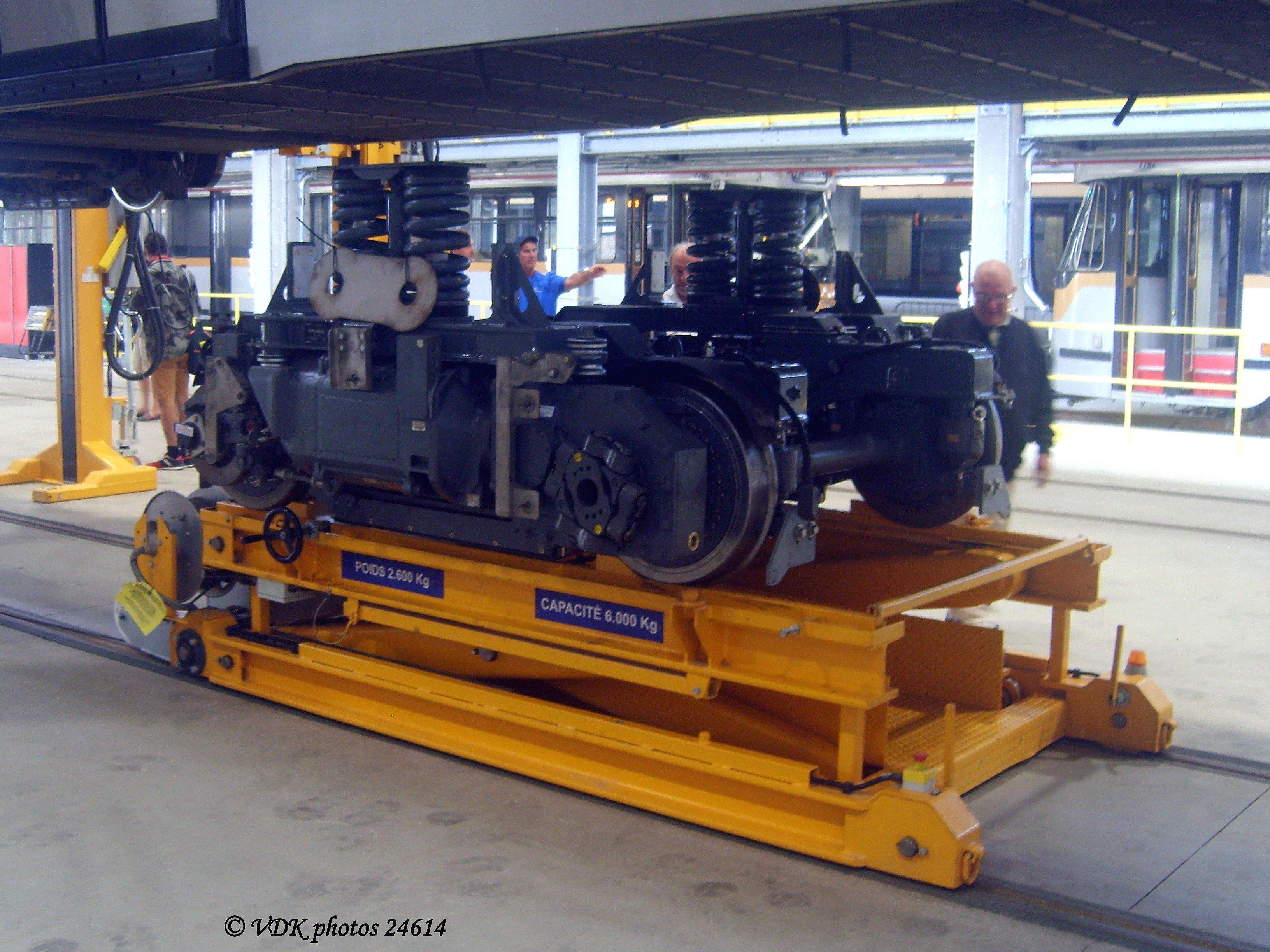
動力台車
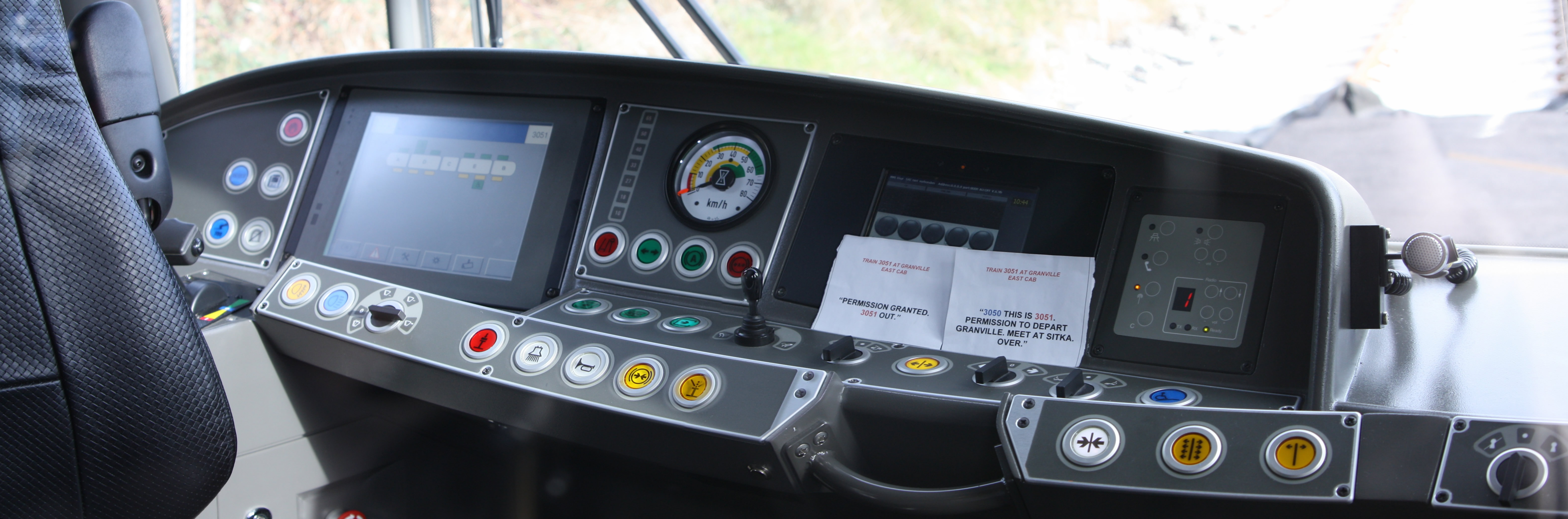
運転台
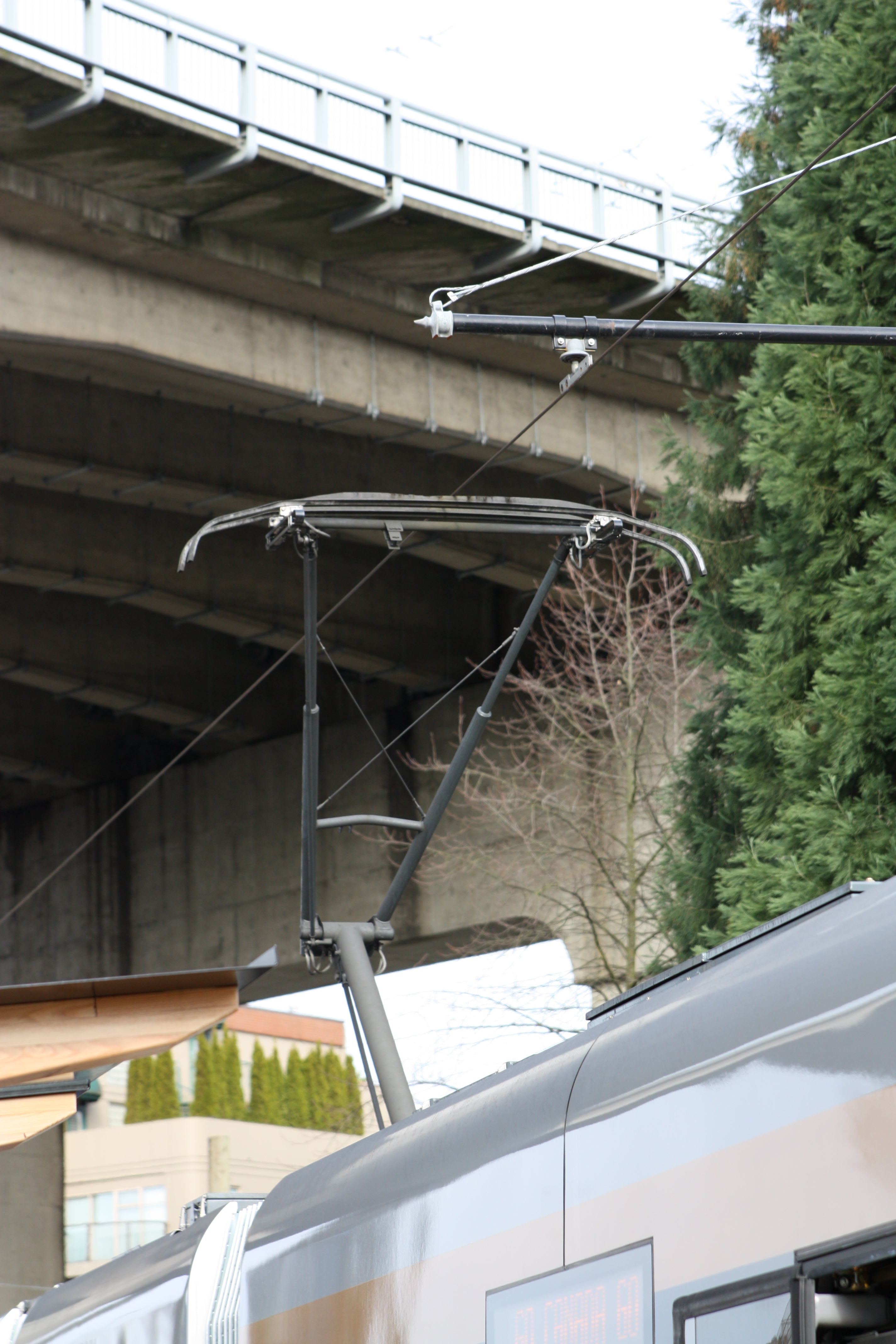
集電装置

## 運行
2005年から製造が始まり、翌2006年から営業運転を開始した。当初の注文分は46両であったが、2度のオプション権の行使に加え2010年には更に別途の発注が実施された結果、2015年までに合計220両（T3000形：150両、T4000形：70両）が導入された。これはフレキシティ・アウトルック最大の導入数である。これによりPCCカーのT7000形は2010年までに営業運転を終了し、連接式車両のT7700形・T7800形についても廃車が発生している。
また、2010年1月21日から3月21日までの間には冬季オリンピック・パラリンピックが開催されたカナダ・バンクーバーでデモンストレーションを兼ねた営業運転を実施しており、期間中に55万人以上が利用した。

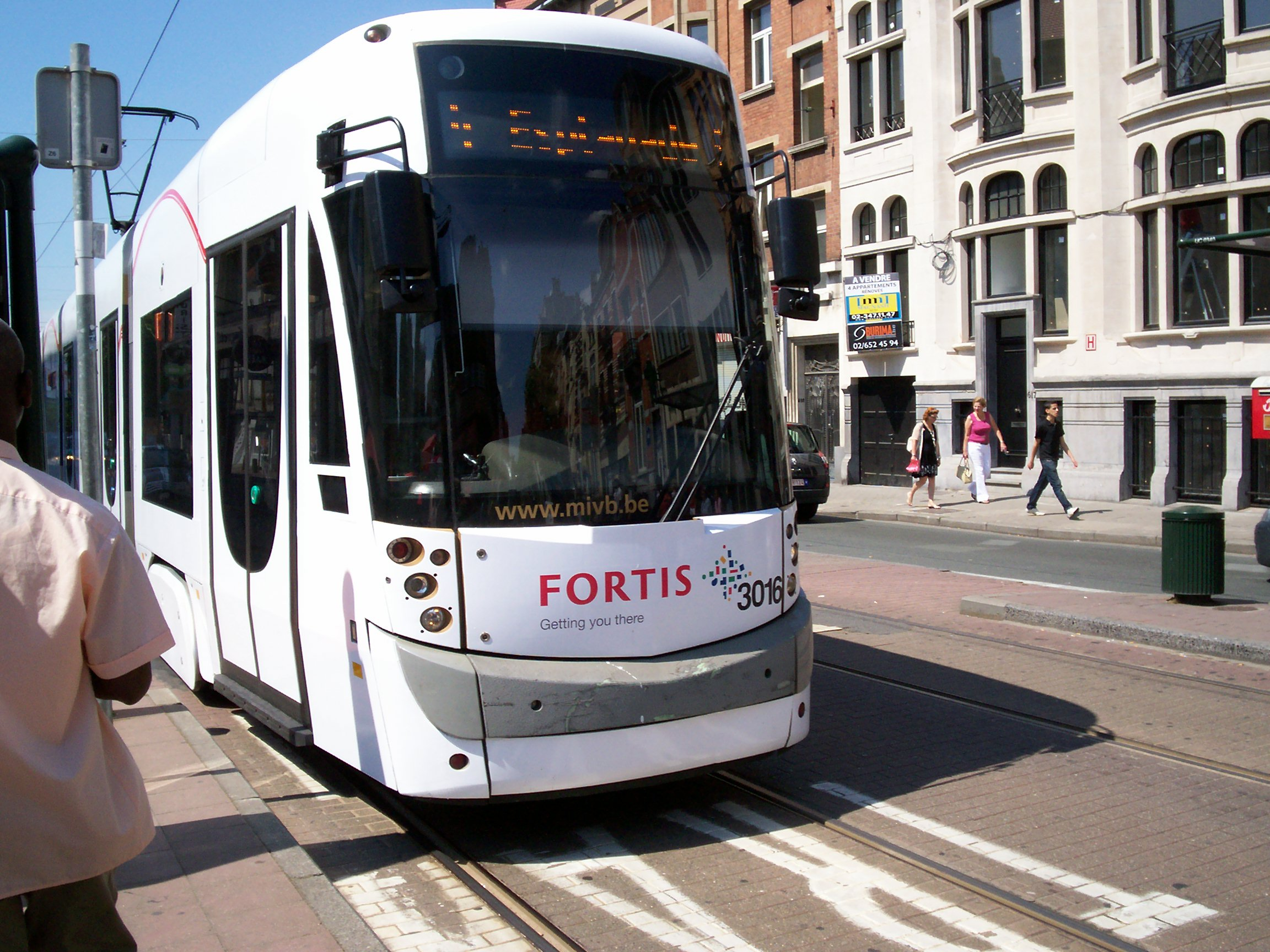
全面広告塗装の3016（2016年撮影）
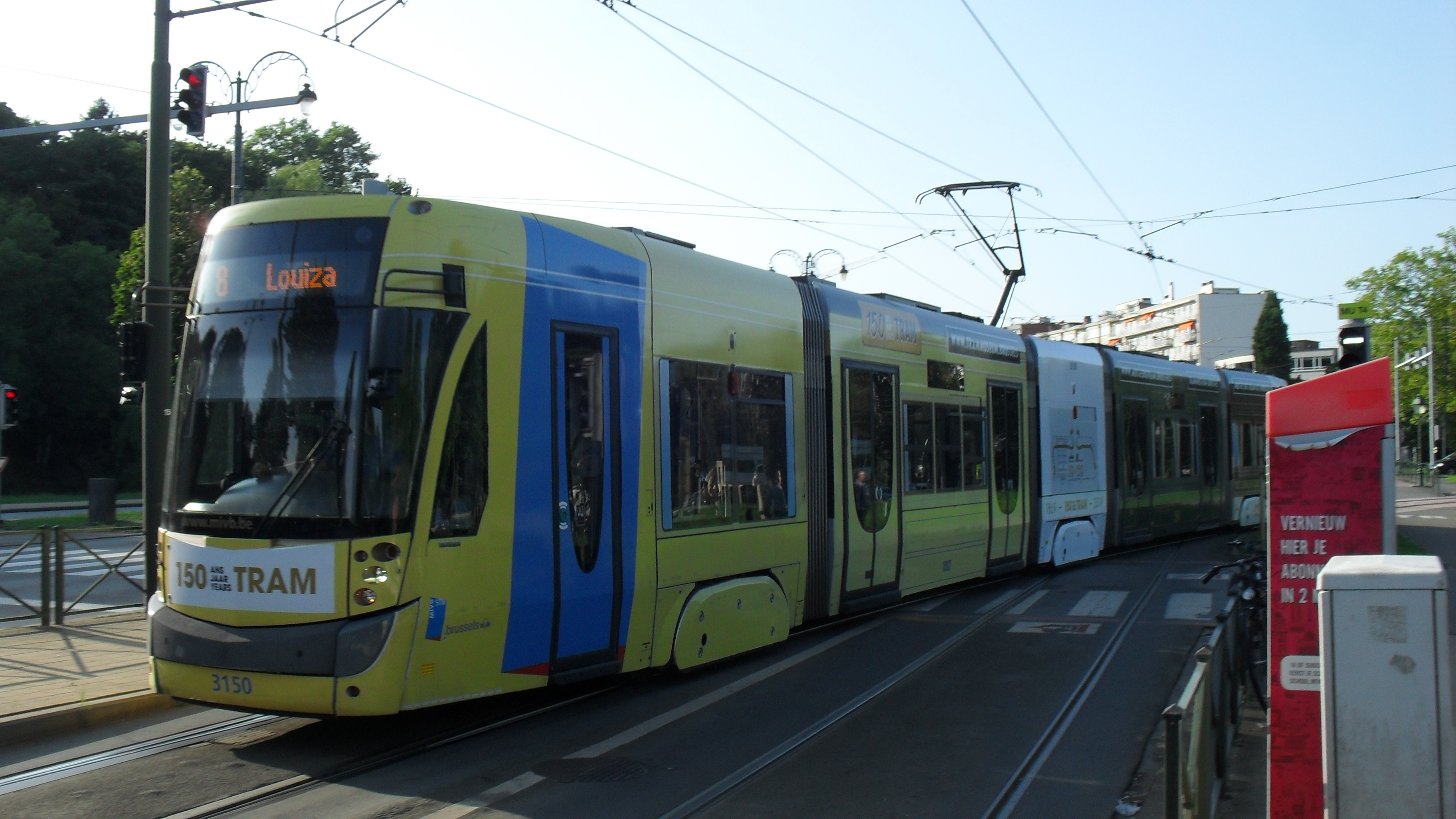
路面電車の歴代塗装が再現された3150（2019年撮影）
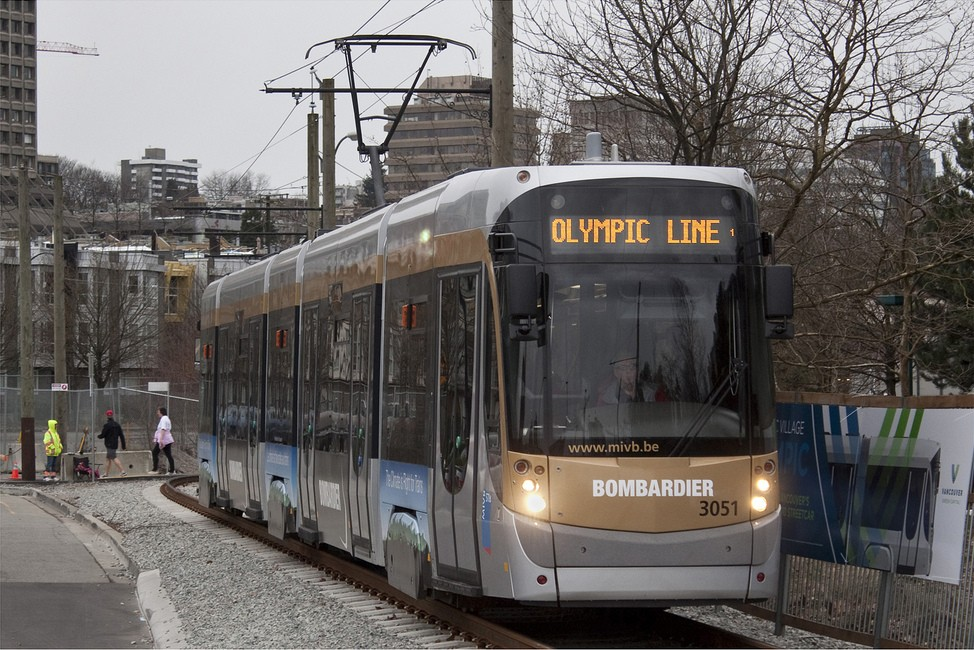
バンクーバーで営業運転を実施した3051（2010年撮影）
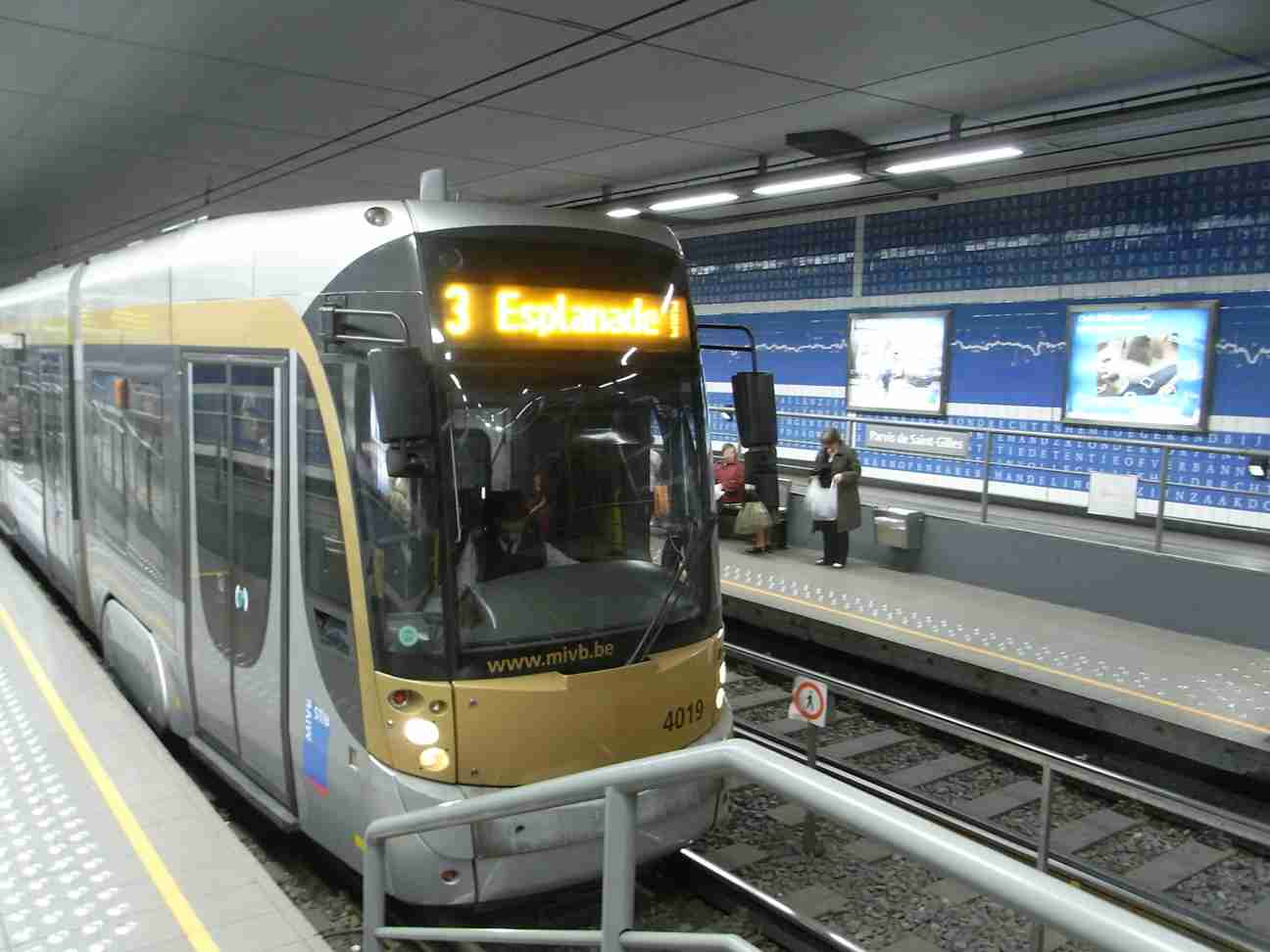
地下駅に停車する4019（2012年撮影）

## 増備車

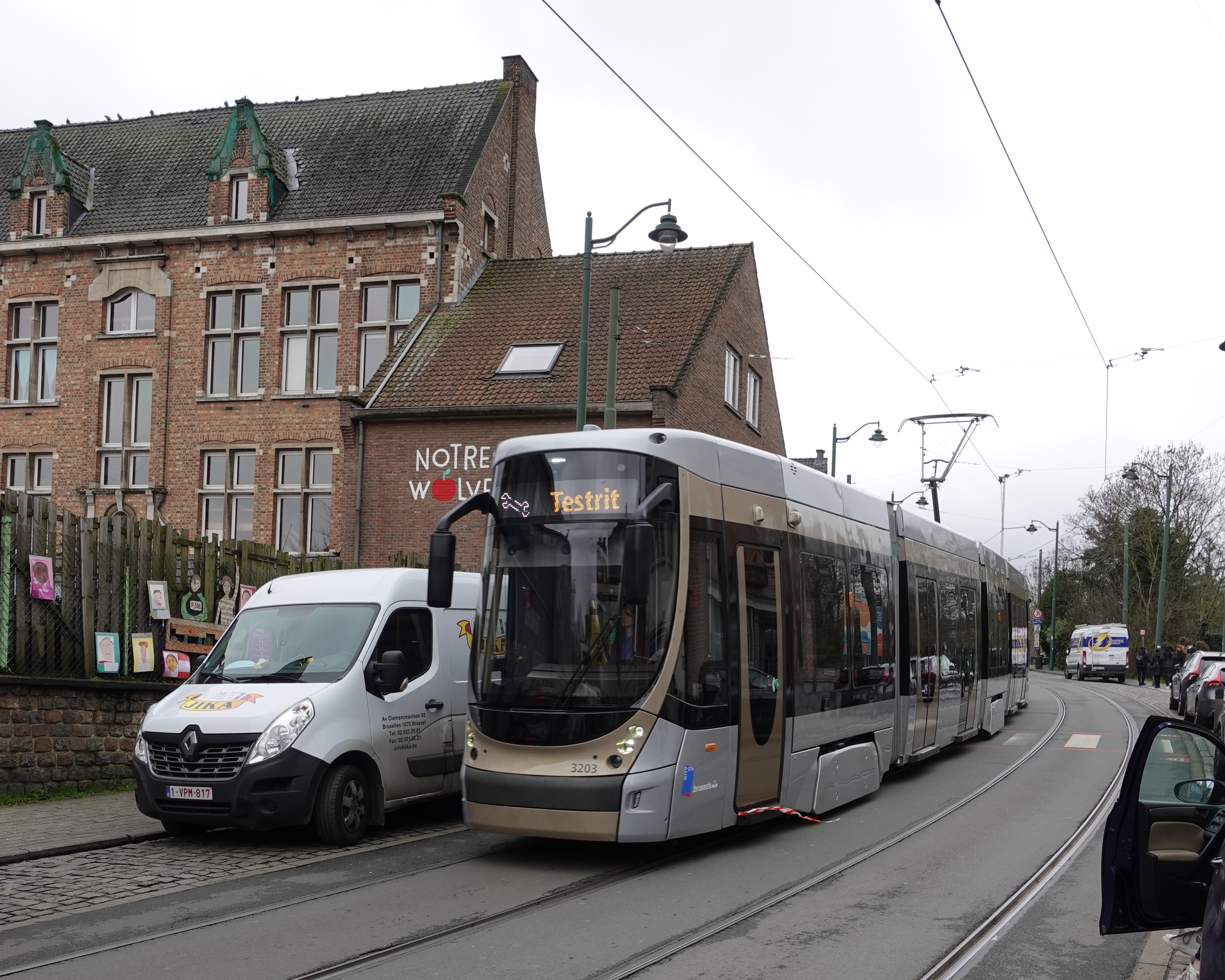
「新世代路面電車（TNG）」
（5車体連接車）
（2023年撮影）

ブリュッセルの路面電車の拡張および旧型車両の更なる置き換えのため、ブリュッセル首都圏交通は2018年4月にボンバルディアとの間に最大175両の発注が可能な「新世代路面電車」（New Generation Trams、TNG）に関する契約を交わし、同時に1億6,9000万ユーロを用い60両（5車体連接車49両、7車体連接車11両）を発注した。更に翌2019年5月にも追加で30両（5車体連接車、6,700万ユーロ分）の追加発注を実施している。
これらの車両は車体デザインがT3000形・T4000形から変更される他、LED照明の採用による消費電力の削減、カメラやセンサーを用いた運転士の支援システムの導入、線路への負担を軽減し、騒音や振動を更に抑制する"FlEXX Urban 3000"ボギー台車の搭載など、各種の最新技術が取り入れられる。第一次発注分は2021年からブリュッセル市電への納入が行われ、2023年以降営業運転に投入されている。

## 参考資料
- STIB (2016年). “a modern fleet TO BETTER SERVE OUR CLIENTS”. 2019年11月2日閲覧。